# Попов Дмитро Михайлович
Дмитро Михайлович Попов (рос. Дмитрий Михайлович Попов; 7 листопада 1900, Бєляєво — 7 січня 1952, Москва) — радянський партійний діяч, один з керівників партизанського руху в роки німецько-радянської війни на Смоленщині.

## Біографія
Народився 25 жовтня (7 листопада) 1900 року в селі Бєляєвому Усманського повіту Тамбовської губернії (нині Усманського району Липецької області) в селянській родині. З травня 1919 року по грудень 1922 року служив в Червоній армії, брав участь у Громадянській війні, зокрема у боях з білогвардійцями за Новоросійськ. З квітня 1921 року був слухачем Майкопських піхотних курсів командного складу РСЧА. Член РКП(б) з 1921 року.
З грудня 1922 року по жовтень 1926 року — голова Бєляївської сільської ради, заступник голови Виконавчого комітету Поддубровської, Усманскої волосної ради у Тамбовській губернії. З жовтня 1926 року по вересень 1927 року — відповідальний секретар Усманського волосного комітету ВКП(б). З вересня 1927 року по січень 1930 року навчався в Ленінградському комуністичному університеті. З січня по жовтень 1930 року — член пропагандистської групи ЦК ВКП(б) Центрально-Чорноземної області. З жовтня 1930 по вересень 1933 року — завідувач відділенням, викладач Свердловського комуністичного університету імені В. І. Леніна. У 1936 році закінчив Аграрний інститут червоної професури. З квітня 1936-го по травень 1939 року — викладач політичної економії Вищої школи пропагандистів при ЦК ВКП (б) в Москві. З травня по грудень 1939 року — секретар Краснодарського крайкому. З грудня 1939 по 8 вересня 1940 року — 2-й секретар Смоленського обласного комітету ВКП(б), а з 8 вересня 1940 року по 11 грудня 1948 року — перший секретар Смоленського обкому і міськкому ВКП(б).
У роки німецько-радянської війни з липня 1941 року — член Військової ради Західного фронту, провів велику роботу з евакуації населення і матеріальних цінностей області, з формування частин Червоної армії. З серпня 1942 року по вересень 1943 року — начальник Західного, потім Смоленського штабу партизанського руху.
Після війни — депутат Верховної Ради СРСР 2-го і 3-го скликань. З 9 вересня 1949 року по 7 грудня 1951 року — заступник завідувача відділом пропаганди і агітації ЦК ВКП(б).
Помер 7 січня 1952 року, похований у Москві на Новодівочому кладовищі (3-я ділянка, 62-й ряд).

## Відзнаки
Нагороджений орденом Леніна, орденом Вітчизняної війни 1-го ступеня та медалями.